# Paraphryneta
Paraphryneta – rodzaj chrząszczy z rodziny kózkowatych i podrodziny zgrzypikowych.

## Zasięg występowania
Przedstawiciele tego rodzaju występują w Afryce Środkowej.

## Systematyka
Do Paraphryneta należą 3 gatunki:
- Paraphryneta allardi
- Paraphryneta guttata
- Paraphryneta rubeta